# Holiday Inn Amsterdam
Holiday Inn Amsterdam (voorheen genaamd: Esso Motor Hotel Amsterdam, en vanaf 1975 het Amsterdam Crest Hotel) was een hotel aan De Boelelaan, in het stadsdeel Zuid in Amsterdam. Het gebouw staat er nog steeds en wordt gebruikt als opvangplek voor vluchtelingen.

## Geschiedenis

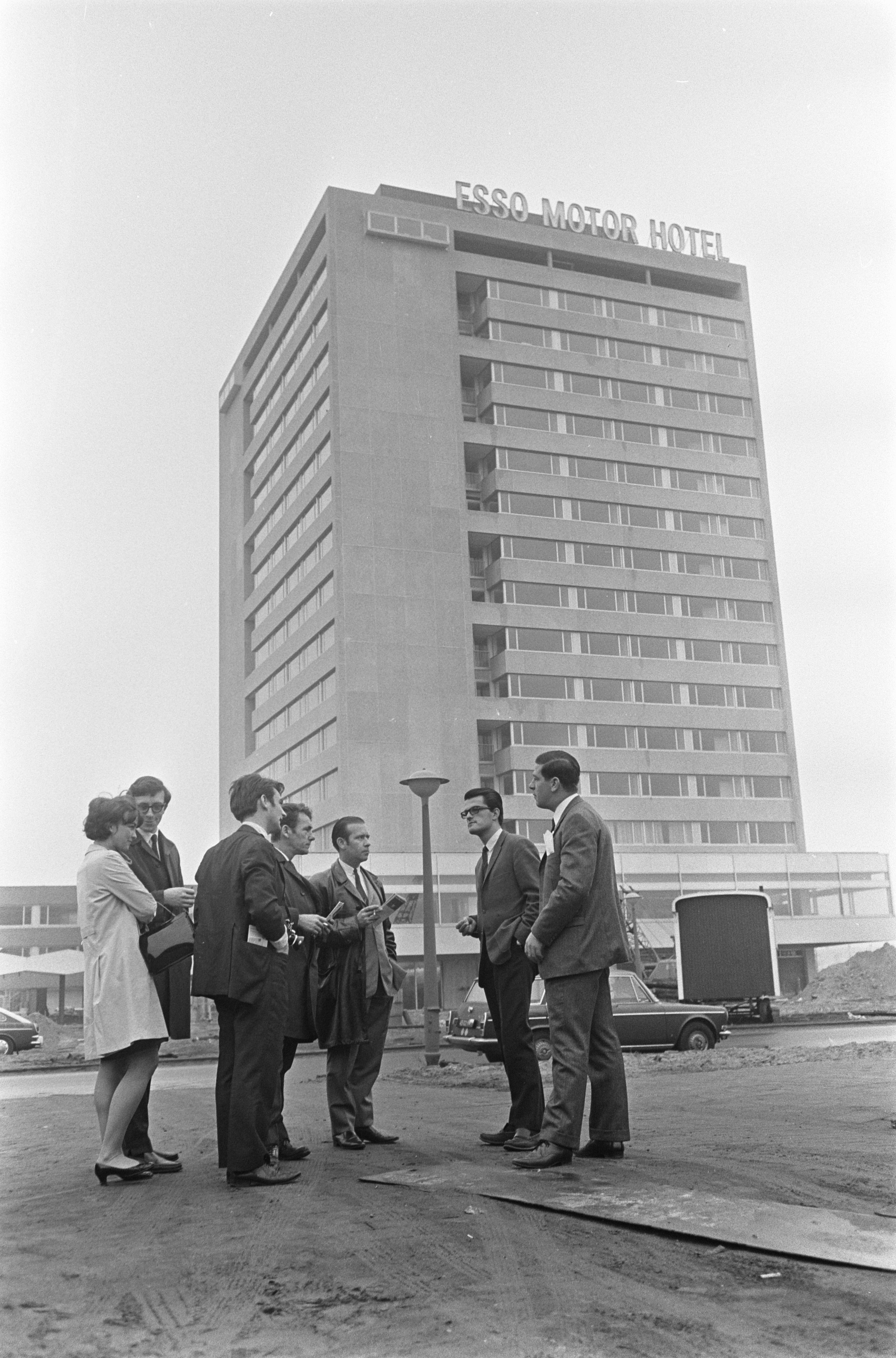
Esso Motor Hotel bijna gereed 1968

De initiator van de bouw van het hotel was de bekende Amsterdamse vastgoedondernemer Maup Caransa. Al in 1964 ontwikkelde hij plannen voor de bouw van een “Grand Hotel Caransa”, vlak bij de in 1961 geopende RAI, in de wijk Buitenveldert die toen volop in aanbouw was. Amsterdam had in die periode dringend behoefte aan nieuwe hotelkamers.
In december 1965 ging het Rijk akkoord, waardoor de weg vrij was voor de bouw. De eerste paal ging op 5 januari 1966 de grond in. Burgemeester Gijs van Hall verrichtte deze plechtigheid.
Omdat Caransa niet zelfstandig kon instaan voor de financiering, was hij aangewezen op een samenwerkingspartner. Die vond hij in Esso Motor Hotels, die de exploitatie van het hotel op zich zou nemen.
Het hotel kreeg zestien verdiepingen, met in totaal 263 kamers. Alle kamers werden voorzien van een eigen bad, toilet, radio en telefoon en indien nodig een televisie. Het gebouw kreeg verschillende vergaderzalen een bar en twee restaurants. Op de bovenste verdiepingen kwamen suites. Alexander Bodon ontwierp het gebouw.
Op 26 februari 1969 opende het Esso Motor Hotel zijn deuren. Een dag daarvoor brak er nog brand uit, maar die bracht de opening niet in gevaar. De opening werd verricht door burgemeester Ivo Samkalden.
In 1975 werd Esso Motor Hotels overgenomen door Crest Hotels, een dochteronderneming van de Britse bierbrouwer Bass. Het hotel werd toen omgedoopt tot “Amsterdam Crest Hotel”.
In 1990 besloot de eigenaar van de vijf Crest Hotels in Amsterdam er vier van de hand te doen (Caransa Hotel, Schiller Hotel, Doelen Hotel en Rembrandt Hotel). Het Crest Hotel aan De Boelelaan werd omgedoopt tot Holiday Inn Amsterdam met voor de bar de naam Clockbar en voor het restaurant de naam The Lantern.
In 2020 ging de exploitant van het Holiday Inn als gevolg van de coronacrisis failliet. Het gebouw kwam toen leeg te staan.
Sinds 16 maart 2022 is het gebouw in gebruik als opvanglocatie voor vluchtelingen.
In Amsterdam bestaan drie hotels met de naam "Holiday Inn Express" in Sloterdijk, Buitenveldert en Zuidoost nabij de Arena.